# Teofil Pietraszewski
Teofil Pietraszewski (ur. 1798) – szpieg rosyjski w szeregach Wielkiej Emigracji.
Uczestnik wojen napoleońskich. Wzięty do niewoli. Wstąpił  na służbę do Armii Imperium Rosyjskiego. W 1821 złożył dymisję. W czasie powstania listopadowego porucznik powstania pińskiego. Dostał się do niewoli rosyjskiej. Sądzony w Grodnie, zbiegł i schronił się w Galicji. W 1834 przybył do Anglii. Należał do Ogółu Londyńskiego. Potępił ks. Adama Jerzego Czartoryskiego. Konsul rosyjski w Londynie wciągnął go do służby szpiegowskiej. Z jego inspiracji wszedł do redakcji Republikanina. Zdemaskowany, w 1844 został amnestionowany przez cara.